# Krakovany (Repubblica Checa)
Krakovany é uma comuna checa localizada na região da Boêmia Central, distrito de Kolín.